# جوناثان إريكسون
جوناثان إريكسون (بالسويدية: Jonathan Ericsson)‏ (و. 1984  م) هو لاعب هوكي الجليد، من السويد، ولد في كارلسكرونا، شارك في الألعاب الأولمبية الشتوية 2014، مركز لعبه هو مدافع ‏.

## جوائز
حصل على جوائز منها:
- كأس ستانلي.

## روابط خارجية
- جوناثان إريكسون على موقع دوري الهوكي الوطني (الإنجليزية)
- جوناثان إريكسون على موقع قاعة مشاهير الهوكي (لاعب أن.إتش.أل) (الإنجليزية)
- جوناثان إريكسون على موقع EliteProspects.com (الإنجليزية)
- جوناثان إريكسون على موقع Eurohockey.com (الإنجليزية)
- جوناثان إريكسون على موقع HockeyDB.com (الإنجليزية)
- جوناثان إريكسون على موقع Hockey-Reference.com (الإنجليزية)
- جوناثان إريكسون على موقع أوليمبيديا (الإنجليزية)
- جوناثان إريكسون على موقع اللجنة الأولمبية السويدية (السويدية)